# Mannophryne larandina
Mannophryne larandina (лат.) — вид бесхвостых земноводных из семейства Aromobatidae.

## Распространение
Населяет влажные тропические горные леса на высоте 1800 м над уровнем моря в штате Лара в Венесуэле.

## Экология
Этот вид находится под угрозой в связи с интенсивной сельскохозяйственной деятельностью в его ареале.